# Ангелина Бановић-Марковска
Ангелина Бановић-Марковска (македонски: Ангелина Бановиќ-Марковска, 10. октобар 1966) македонска је универзитетска професорка. 
Редовна је професорка на Филолошком факултету „Блаже Конески“, Универзитета „Св. Ћирила и Методија“ у Скопљу. Предаје предмете који се баве подручјем књижевности и културних студија.
Од 2012. до 2015. гостујућа је професорка на Докторској школи друштвено-хуманистичких наука Универзитета Јосипа Јураја Штросмајера у Осијеку. Члан је Македонског друштва књижевника. 

## Књиге
- Дискурс и екскурс о књижевности и култури (Скопље, 2017);
- Политика. Култура. Идентитет: интеркултурални дијалог - у коауторству за Златком Крамарићем (Скопље, 2012 / Осијек - Загреб, 2013.);
- Групни портрет: културолошки и књижевно-теоријски есеји (Скопље, 2007);
- Хипертекстуални дијалози: интертекстуалност и 20. век у јужнословенским књижевностима (Скопље, 2004);
- Ликови-антагонисти (Скопље, 2001);
- Интерпретативне стратегије: теоријско-критички есеји (Скопље, 1999);

Приредила је и две антологије: A Cage of Wrinkles: А Thematic Selection of Contemporary Macedonian Poetry (Скопље, 2007., на македонском и енглеском језику) и DON'T YOU FYROM ME: савремена македонска прича (Осијек, 2009.).